# Deklaracja (informatyka)
Deklaracja – konstrukcja programistyczna w określonym języku programowania, służąca związaniu z określonym identyfikatorem jego znaczenia i atrybutów.

## Elementy podlegające deklarowaniu
W różnych językach programowania wymagania dotyczące deklaracji określonych obiektów programowych są bardzo zróżnicowane. Deklarowaniu ogólnie podlegać mogą:
- zmienne
- parametry podprogramów
- moduły (biblioteki, pakiety, itp.)
- podprogramy (procedury, funkcje)
- etykiety
- klasy
- stałe
- typy
- literały
- inne elementy, specyficzne dla konkretnego języka programowania

W nomenklaturze informatycznej, czasem od deklaracji rozróżnia się definicję w odniesieniu do takich elementów jak między innymi:
- typów
- stałych
- literałów
- podprogramów
- klas

przy czym deklaracja i definicja może występować razem, lub oddzielnie w różnych miejscach kodu źródłowego.

## Miejsce deklaracji
Deklaracje w kodzie źródłowym, zwykle musi poprzedzać pierwsze użycie danego identyfikatora w definiowanym algorytmie. Deklaracja stanowi więc informację dla translatora, która nie generuje kodu wykonywalnego (lecz często powoduje rezerwację pamięci).
Składnia większości języków programowania narzuca umieszczanie deklaracji w określonym miejscu kodu źródłowego. Jest to albo specjalna sekcja programu (modułu, podprogramu, pakietu), albo początek określonego bloku (czyli wszystkie deklaracje muszą zostać umieszczone w tekście programu przed pierwszą instrukcją danego bloku).

## Rodzaje deklaracji
Deklaracje mogą być:
- niejawne
- jawne
  - kompletne
  - częściowe

### Deklaracje niejawne
Deklaracje niejawne występują w językach programowania, które umożliwiają użycie identyfikatora bez jego jawnej deklaracji. W tym przypadku translator musi posiadać mechanizm przypisania do identyfikatora atrybutów na podstawie określonych metod:
- domyślnej
- niejawnej
- kontekstowej

Deklaracje niejawne mogą prowadzić do błędów, np. błąd literowy w identyfikatorze spowoduje utworzenie nowej zmiennej, a tym samym błąd w działaniu programu.

### Deklaracje jawne
Deklaracje jawne mogą być kompletne lub częściowe. W przypadku deklaracji częściowych mogą wystąpić następujące przypadki:
- niesymetryczna struktura atrybutów (np. w deklaracji wystąpienie atrybutu EXTERNAL może oznaczać obiekt zewnętrzny (zmienną, procedurę itp.) zdefiniowany w innym module, a brak jego specyfikacji oznacza obiekt wewnętrzny (tworzony daną deklaracją w danym module), przy czym brak jest możliwości jawnej specyfikacji atrybutu przeciwstawnego dla EXTERNAL (np. o nazwie INTERNAL),
- aparat atrybutów domyślnych, obowiązują tu zasady uzupełniania atrybutów według metod jak dla deklaracji niejawnych (np. mogą istnieć atrybuty EXTERNAL i INTERNAL, przy czym brak jawnej specyfikacji któregokolwiek z tych dwóch przeciwstawnych atrybutów oznaczać będzie wystąpienie jednego z nich, np. INTERNAL).

## Przykłady deklaracji

### deklaracje zmiennych
Deklaracja zmiennej może zawierać oprócz samej deklaracji, także inicjalizację zmiennej, tj. nadanie zmiennej wartości początkowej.

#### C,C++
Deklaracje występują:
- poza funkcją, klasą, metodą – dla zmiennych globalnych
- na początku instrukcji blokowej { } dla zmiennych lokalnych.
- jako wyrażenie w dalszych częściach instrukcji blokowej { } dla zmiennych lokalnych (nie w języku C)

```
 int global_var;
 main()
  {
    int y;
    ...
    {
       int z=1;
       getch();
       int x=5; /*nie w języku C*/
       ...
    }
    ...
  }
```

#### Pascal
Deklaracje występują w programie lub podprogramie w specyfikacji bloku, zawartej pomiędzy nagłówkiem (program, procedure, function, unit (Turbo Pascal)), a słowem rozpoczynającym instrukcję grupującej danego bloku (begin).
```
 
program
 Przykład;
   
var
 globar_var;
   ...
   
procedure
 Licz();
     
var
 local_var;
   
begin
```

```
   
end
; {
procedure
}
 
begin
```

```
 
end
. {
program
}
```

#### PL/1
Deklaracja ma postać instrukcji DECLARE (lub skrótowe DCL) I może wystąpić w dowolnym miejscu wnętrza bloku (w PL/1 takim blokiem jest albo procedura od nagłówka PROCEDURE do słowa END albo instrukcja blokowa BEGIN … END) i dotyczy obiektów dostępnych w danym bloku. Język ma bardzo rozbudowaną składnię atrybutów i rozbudowany mechanizm atrybutów domyślnych i deklaracji niejawnych.
```
 Przykład: 
PROC
;
   ...
   /* 
użyto zmiennej X zadeklarowanej dalej
 */
   X=1;
   ...
   /* 
deklaracja w bloku może wystąpić po użyciu identyfikatora lecz

      
deklarowana zmienna dostępna jest od początku bloku
 */
   
DCL
 X FIXED DECIMAL(5,0);
   ...
 
END
 Przykład;
```

### deklaracjeetykiet
Pascal:
```
 {
Pascal
}
 
program
 DclLabel;
   
label
 
Etykieta
;
   …
 
begin

   …
   
Etykieta
: …;
   …
   
goto
 
Etykieta
;
   …
 
end
.
```

### deklaracjemodułów

#### Turbo Pascal
Turbo Pascal:
```
 
program
 DclUnit;
   
uses
 Crt, Graph, MyUnit;
   ...
 
begin

   ...
    Write('Użyto procedury modułu Crt');
   ...
 
end
.
```

#### Modula 2
Modula 2:
```
 
MODULE
 DclUnit;
   
FROM
 InOut 
IMPORT

     Read, Write, ...;
   ...
   Write('Użyto procedury modułu InOut');
   ...
 
END
 
DclUnit
.
```

### deklaracjepodprogramów
Deklaracja podprogramu ma postać nagłówka podprogramu definiującego oprócz identyfikatora przypisanego podprogramowi, także inne, wymagane przez dany język programowania elementy, jak np. parametry. Może także zawierać opcjonalne frazy i modyfikatory, np. dotyczące rozmieszczenia w pamięci, czy sposobu pobrania podprogramu zewnętrznego z biblioteki.

#### C,C++
W języku C, C++ deklaracje podprogramów (nazywane prototypem) umieszcza się najczęściej w plikach nagłówkowych, definiujących określone moduły.
```
 /* 
prototyp funkcji trunc
 */
 int trunc(double x);
```

#### Pascal
Deklaracje podprogramów stosuje się, gdy podprogram ma być wywołany, a nie został jeszcze zdefiniowany.
```
 { 
Pascal
 }
 
procedure
 Proc_1; 
forward
;
 
procedure
 Proc_2;
 
begin

    …
    {
wywołanie procedury, która nie została jeszcze zdefiniowana,

     
wymagana była deklaracja
}
    Proc_1;
    …
 
end
;
 …
 {
Późniejsza definicja procedury
}
 
procedure
 Proc_1;
 
begin

    …
 
end
;
```

#### Delphi
Deklarację wyprzedzającą podprogramu stosuje tak jak w Pascalu. W Delphi deklaracje występują także w modułach (stanowiących rozszerzenie Delphi w stosunku do Pascala) w sekcji interface.
```
 {
 Delphi 
}
 
unit
 Przykład;

 interface

   { 
deklaracja podprogramu dostępnego w innych modułach i programach
 }
   
function
 trunc(x : real): integer;
 
implementation

   { 
definicja zadeklarowanego wyżej podprogramu

     
ponieważ parametr i wartość zwracana zostały zdefiniowane w deklaracji

     
podporgramu w sekcji interface, nie jest wymagane ich powtórzenie
 }
    
function
 trunc;
    
begin

       …
```